# ЖЭК-арт
ЖЭК-арт, ЖКХ-арт, ТСЖ-арт или жилищно-коммунальное искусство (от «жилищно-эксплуатационная контора» (также «жилищно-коммунальное хозяйство» и «товарищество собственников жилья») и англ. art — «искусство») — одно из направлений народного творчества XX—XXI вв., распространённое в странах постсоветского пространства. Для ЖЭК-арта характерно применение подручных материалов.

## Определение
Согласно некоторым источникам в сети, возникновение термина связано с одноименным пабликом ВКонтакте, открывшимся в 2014 году. Авторы страницы долгое время коллекционировали найденные на улицах и в сети объекты народного обустройства, после чего стали публиковать всё это онлайн. Сами авторы паблика считают, что правильнее было бы назвать это явление ТСЖ-артом (от «товарищество собственников жилья»), но термин ЖЭК-арт (от «жилищно-эксплуатационная контора») или ЖКХ-арт (от «жилищно-коммунальное хозяйство») оказался более благозвучным, он и закрепился.
Касательно того, является ли ЖЭК-арт искусством, среди искусствоведов нет единой точки зрения. Часть экспертов считает, что это искусство, рассматривая его как форму аутсайдерского искусства или стрит-арта, а другая часть — нет, так как, по их мнению, ЖЭК-арт не может являться искусством до тех пор, пока его не станут всерьез воспринимать критики и пока сами создатели дворовых «галерей» не начнут относиться к своим детищам как к произведениям.

## Описание
Феномен ЖЭК-арта можно встретить на всём постсоветском пространстве. В частности, в таких странах, как Россия, Украина, Беларусь и Казахстан. Однако культура делать скульптуры и иные композиции из подручных материалов также встречается в таких странах, как Бразилия, Венгрия, Нигерия. Только в данном случае народное творчество ограничивается пределами частных владений.
Наиболее часто встречающиеся мотивы ЖЭК-арта:
- Клумбы, преимущественно из шин, реже из бутылок, упаковок от йогурта или иного материала (вторсырья)
- Сюжеты и персонажи из шин, преимущественно лебеди, реже другие представители флоры и фауны
- Мягкие игрушки, одиночные или садово-парковые инсталляции, состоящие из десятков старых игрушек
- Религиозные объекты, тотемы
- Городские групповые ансамбли
- ЖЭК-арт как работы современных художников

## История

### Происхождение
Доктор философских наук Алексей Смирнов считает, что эстетика оформления городских придомовых территорий, используемых в качестве места для игр детям, сложилась в конце 1960-х — начале 1970-х годов под влиянием советских мультфильмов.
По мнению Института исследования стрит-арта, причиной появления ЖЭК-арта в странах, образовавшихся после распада СССР, стало желание жителей городов сделать пространство более человечным. В условиях, когда дома и территория вокруг возводятся по стандартной схеме, самостоятельное оформление двора позволяет его выделить на фоне остальных. Второй причиной, по мнению института, является тот факт, что люди, жившие в советское время, жили при дефиците товаров, а потому привыкли мастерить необходимые вещи из подручных средств, в том числе и декор для жилых пространств, таких как двор. Третья причина — жители берут на себя обязанности властей, если те не справляются и самостоятельно благоустраивают территорию: делают из автомобильных покрышек клумбы, качели, зверей, подкрашивают заборы и скульптуры, тем самым меняя оригинальный облик.
Полина Экман из Екатеринбургской академии современного искусства считает, что ЖЭК-артом в основном занимаются жители первых этажей многоквартирных домов, так как те ощущают придомовую территорию как свою собственность. Это позволяет жителям творить. Тем самым они отделяют свою территорию от остальных, принадлежащих домам по соседству.
Художник и куратор Дмитрий Пиликин предполагает, что для появления ЖЭК-арта было достаточно бесхозного материала, которым полно окружение, где живут граждане постсоветских стран.

### Законодательные ограничения
Согласно статье 36 Жилищного кодекса РФ, «собственникам жилья в многоквартирном доме принадлежит общее имущество дома». В него входит и придомовая территория, что означает теоретическую возможность создания ЖЭК-арта в России. Однако во многих регионах размах применения автомобильных шин во дворах законодательно ограничивают. Так, власти Екатеринбурга запретили украшать дворы декором из старых покрышек. В Самарской и Костромской областях подобные инициативы находятся на стадии рассмотрения. Причиной запретам служит то, что шины относятся к отходам III–IV класса опасности. Отходы этого класса нарушают экосистему, а на восстановление ей потребуется от трёх до десяти лет. За лежащие на земле покрышки УК и ТСЖ могут получить сначала предписание, а затем и штраф.
C 1 июля 2021 года начал действовать Федеральный закон «О государственном контроле (надзоре) и муниципальном контроле в Российской Федерации». Он изменил процедуру проверок и ввел ряд дополнительных контрольных мероприятий по соблюдению обязательных требований и правил обращения с опасными для окружающей среды веществами, в которые также входят шины. Однако практическая реализация данного запрета носит разовый и точечный характер.
Власти некоторых украинских городов также борются с шинами, применяемыми в качестве декора, по причине их токсичности. Так, в 2021 году в Киеве коммунальщики начали массово убирать покрышки с улиц города. Также депутат городского совета Мариуполя Сергей Магера предостерегал граждан о вреде покрышек во дворах и на детских площадках.

## Влияние
В июле 2021 года креативным бюро «Золотые тигры России» был открыт онлайн-музей ЖЭК-арта. В нём собраны 3D-модели персонажей, свойственных этому народному творчеству. На сайте можно почитать историю ЖЭК-арта и собрать собственного персонажа.
Петербургский художник Артём Бизяев, также известный в интернете как Oleg Legov, сделал в 2021 году фанатский набор Lego, посвящённый атрибутам ЖЭК-арта: Чебурашкам, часовням и зверям, сделанным из автомобильных шин. Набор был специально создан для онлайн-музея ЖЭК-арта.
В феврале 2023 года игроки Atomic Heart обнаружили внутри игры неоднократные отсылки на самые причудливые работы ЖЭК-арта из реальной жизни, ранее ставшие мемами.

## Галерея
- Лебеди из покрышек в окрестностях Киева
- Детская площадка с покрышками в Николаеве
- Шинозавр